# Ademon niger
Ademon niger är en stekelart som först beskrevs av William Harris Ashmead 1895.  Ademon niger ingår i släktet Ademon och familjen bracksteklar. Inga underarter finns listade i Catalogue of Life.